# Schembria eldana
Schembria eldana är en tvåvingeart som beskrevs av Barraclough 1991. Schembria eldana ingår i släktet Schembria och familjen parasitflugor. Inga underarter finns listade i Catalogue of Life.